# Diogenes Quartett

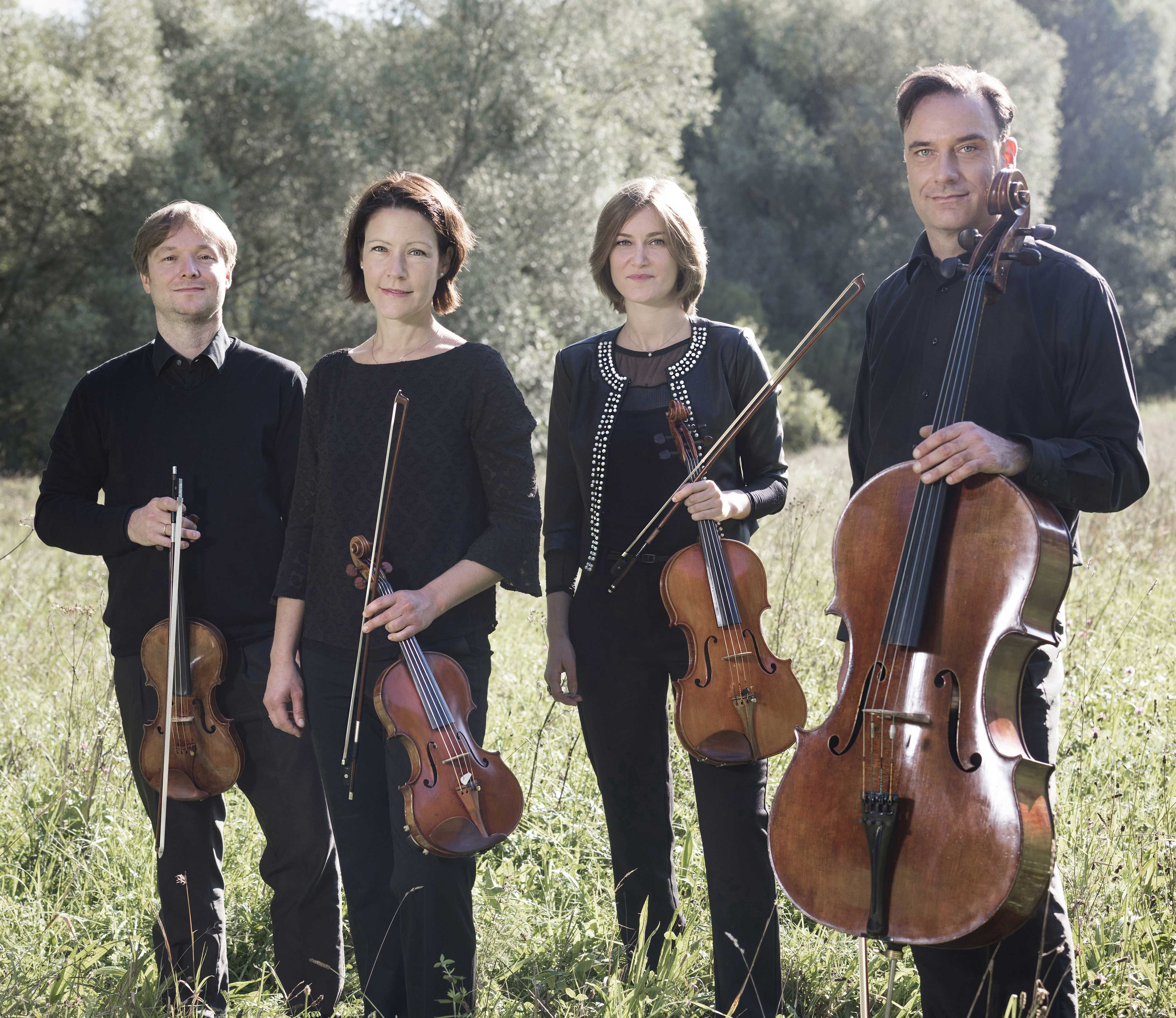
Diogenes Quartett, München 2017

Das Diogenes Quartett ist ein 1998 gegründetes Streichquartett mit Sitz in München. Zum Ensemble gehören Stefan Kirpal (Violine), Gundula Kirpal (Violine), Alba González i Becerra (Viola) und Stephen Ristau (Violoncello).

## Geschichte
Wichtige Impulse in seiner künstlerischen Entwicklung erhielt das Quartett unter anderem von Mitgliedern des Amadeus Quartetts und des LaSalle Quartetts.
Schon früh eignete es sich dank einer eigenen Konzertreihe „rückblicke“ im Münchner Gasteig (2000–2008) ein breit angelegtes  Repertoire an und erarbeitete sich neben der gängigen Literatur auch Werke unbekannter oder in Vergessenheit geratener Komponisten.
In den letzten Jahren hat sich das Quartett v. a. mit den Gesamteinspielungen sämtlicher Streichquartette von Franz Schubert sowie von Max Bruch einen Namen gemacht. Letztere enthält das verschollen gewesene, 2013 wiederentdeckte Streichquartett c-Moll (1852), welches von den vier Musikern ein Jahr später in Frankfurt uraufgeführt wurde.
Neben der regulären Konzerttätigkeit widmet sich das Quartett der Musikerziehung in Form von Kammermusikworkshops und sogenannten Werkstattkonzerten, die Kindern und Jugendlichen die Begegnung mit klassischer Musik bieten. Seit dem Jahr 2015 engagieren sich die Musiker als Botschafter für SOS-Kinderdorf.
Das Diogenes Quartett ist Gründungsmitglied des im März 2012 ins Leben gerufenen Verbandes Deutscher Streichquartette e.V. (VDSQ).
Seinen Namen verdankt das Quartett der langjährigen Freundschaft mit dem 2015 verstorbenen Mitinhaber des Schweizer Diogenes Verlages, Rudolph C. Bettschart.

## Diskographie (chronologisch)
- Joseph Haydn: Streichquartett op. 77/1, Ernst von Dohnányi: Klavierquintett op. 1 (Erscheinungsjahr 2001)
- Wolfgang Amadeus Mozart: Streichquartett KV 168, Engelbert Humperdinck: Streichquartettsatz c-moll, Johannes Brahms: Streichquartett op. 51/2 (Erscheinungsjahr 2004)
- George Onslow: Streichquintette op. 19 und op. 51, Luigi Cherubini: Streichquintett e-moll (cpo, Erscheinungsjahr 2007)
- Joseph Haas: Streichquartett op. 50, Egon Kornauth: Klavierquintett op. 35a (Cavalli Records, Erscheinungsjahr 2009)
- Friedrich Gernsheim: Klavierquartette op. 6 und op. 47 (Brilliant Classics, Erscheinungsjahr 2009)
- Engelbert Humperdinck: Streichquartett C-Dur, Klavierquintett G-Dur, Streichquartettsatz e-moll, Streichquartettsatz c-moll und Notturno für Violine und Streichquartett (cpo, Koproduktion mit BR-Klassik, Erscheinungsjahr 2012)
- Franz Schubert: sämtliche Streichquartette Vol. 1, Streichquartett D 94, Streichquartettsatz D 3, Streichquartett D 804 Rosamunde (Brilliant Classics, Erscheinungsjahr 2012)
- Friedrich Ernst Fesca: Streichquartette Vol. 1, Streichquartette 1–3, 7–9, 13, 14, Potpourri Nr. 2 op. 11 (cpo, Koproduktion mit BR-Klassik, Erscheinungsjahr 2013)
- Franz Schubert: sämtliche Streichquartette Vol. 2, Ouvertüre D 470, Streichquartette D 112, Streichquartett D 353 (Brilliant Classics, Erscheinungsjahr 2013)
- Franz Schubert: sämtliche Streichquartette Vol. 3, Streichquartett D 18, Streichquartett D 68, 5 Menuette und Deutsche Tänze D 89 (Brilliant Classics, Erscheinungsjahr 2014)
- Franz Schubert: sämtliche Streichquartette Vol. 5, Streichquartett D 46, Ouvertüre D 8a, Streichquartett D 87, Streichquartett D 703 (Fragment), Streichquartett D 32, Streichquartett D36, Streichquartett D 173 (Brilliant Classics, Erscheinungsjahr 2015)
- Franz Schubert: sämtliche Streichquartette Vol. 4, Streichquartett D 74, Streichquartett D 810 „Der Tod und das Mädchen“, Menuett D 86 (Brilliant Classics, Erscheinungsjahr 2015)
- Max Bruch: sämtliche Streichquartette, Streichquartett op. 9, Streichquartett op. 10, Streichquartett op. posth. (Brilliant Classics, Erscheinungsjahr 2016)
- Franz Schubert. sämtliche Streichquartette Box-Set – 7 CDs (Brilliant Classics, Erscheinungsjahr 2016)
- Franz Schubert: sämtliche Streichquartette Vol. 6, Streichquartett D887, Streichquartettsatz D103 (Brilliant Classics, Erscheinungsjahr 2016)
- Max Reger: Maximum Reger DVD-Box, Streichsextett op. 118 mit Roland Glassl, Viola und Wen-Sinn Yang, Violoncello (Fugue State Films, Erscheinungsjahr 2017)
- Friedrich Gernsheim: sämtliche Streichquartette Vol. 1, Streichquartett op. 25 und Streichquartett op. 51 (cpo, Erscheinungsjahr 2019)
- Max Reger: Klarinettenquintett op. 146 mit Thorsten Johanns, Klarinette und Streichsextett op. 118 mit Roland Glassl, Viola und Wen-Sinn Yang, Violoncello (cpo, Erscheinungsjahr 2020)